# Перхово (озеро)
Перхово — озеро на севере Тверской области России, в Удомельском районе, в 20 километрах на юг от Удомли. Озеро принадлежит бассейну Волги, через него протекает река Волчина, приток Мологи.
Площадь озера Перхово 6,18 км², длина 6,35 км, ширина до 1,75 км. Высота над уровнем моря — 148 метров, длина береговой линии 18,9 километра, наибольшая глубина — 10,5 метра, средняя глубина 4,2 метра.
Озеро имеет вытянутую с северо-запада на юго-восток форму. Берега возвышенные, местами лесистые, местами занято под сельскохозяйственные угодья. Происхождение озера ложбинное. На берегах несколько деревень, вдоль южного берега озера проходит автодорога Максатиха- Вышний Волочёк.
Через озеро протекает река Волчина. Место впадения расположено в крайней северной точке озера, место истока на юго-востоке.
Озеро популярно среди рыбаков и отдыхающих, является составной частью водного маршрута по Волчине.